# Люблінський Юліан Казимирович
Люблінський (Мотошнович) Юліан Казимирович (6 листопада 1798, Новоград-Волинський — 26 серпня 1873, Петербург) — декабрист, один із засновників Товариства об'єднаних слов'ян. Дворянин Волинської губернії.

## Біографія
Католик. Батько — збіднілий шляхтич Казимеж Мотошнович (†1803). Мати — Констанція, уродженка Варшави. Прізвище Люблінський взяв по найменуванню маєтку Люблінець, який належав його роду. Виховувався з 1803 по 1811 в Межирічському училище ксендзів. В 1817 році обраний шляхтой Новоград-Волинського уезду асесором нижчого суду, потім вступив на службу в канцелярію Виленського університету. 1819—1821 — слухач на відділенні права Варшавського Університету.
Підтримував стосунки з польськими таємними організаціями — Союз молодих поляків і Союз друзів. Заарештований 1821 року, висланий із Варшави в Новоград-Волинський за місцем мешкання матері.
Разом із братами Борисовими (Андрієм Івановичем і Петром Івановичем) заснували Товариство об'єднаних слов'ян.
Наказ про арешт — 15.02.1826, поміщений до Петропавлівської фортеці. Засуджений по 6 розряду і по конфірмації приговорений до 5 років каторжних робіт. 22.08.1826 — строк скорочено до 3 років. Каторгу відбував у Читинському острозі. 1829 року переведений на поселення до Тункінської фортеці Іркутської губернії, 1844 — дозволено переїхати до с.Жилкіно Іркутської губ. За амністією 26.08.1856 поновлений у правах, дозволено виїхати з родиною до Європейської частини Росії. Виїхав із Сибиру 05.09.1857, мешкав у Славуті. В 1872 року вся родина переїздить до Петербургу.